# أسلوب التهكم
أسلوب التهكم هو أداة بلاغية لقول نقيض المَقول في الواقع بطريقة تجعل من الواضح ما هي النية الحقيقية. يعامل بعض المؤلفين ويستخدمون أسلوب التهكم مثل السخرية أو التعبير الملطف.